# Rugby-Union-Südamerikameisterschaft 1993
Die Rugby-Union-Südamerikameisterschaft 1993 (spanisch Sudamericano de Rugby 1993) war die 18. Ausgabe der südamerikanischen Kontinentalmeisterschaft in der Sportart Rugby Union. Teilnehmer waren die Nationalmannschaften von Argentinien, Brasilien, Chile, Paraguay und Uruguay. Den Titel gewann zum 17. Mal Argentinien. Mit Ausnahme jener Spiele, bei denen Brasilien involviert war, zählten alle Partien zur Qualifikation für die Weltmeisterschaft 1995.

## Tabelle
Für einen Sieg gab es zwei Punkte, für ein Unentschieden einen Punkt, bei einer Niederlage null Punkte.
|    | Land        | Spiele | Siege | Unent. | Ndlg. | Spiel- punkte | Diff. | Tabellen- punkte |
| -- | ----------- | ------ | ----- | ------ | ----- | ------------- | ----- | ---------------- |
| 1. | Argentinien | 4      | 4     | 0      | 0     | 254:23        | + 231 | 8                |
| 2. | Uruguay     | 4      | 3     | 0      | 1     | 146:33        | + 113 | 6                |
| 3. | Paraguay    | 4      | 2     | 0      | 2     | 80:163        | − 83  | 4                |
| 4. | Chile       | 4      | 1     | 0      | 3     | 72:135        | − 63  | 2                |
| 5. | Brasilien   | 4      | 0     | 0      | 4     | 55:253        | − 198 | 0                |

## Ergebnisse
| 25. September 1993 | Brasilien   | 5 : 55         | Uruguay                                                                                              | São Paulo Athletic Club, São Paulo Schiedsrichter: Santiago Borsani (Argentinien) |
| 25. September 1993 | Versuche: 1 | (0:22) Bericht | Versuche: Lamé Nicola Paullier Sciarra Terra (2) Vecino (2) Erhöhungen: Silva (6) Straftritte: Silva | São Paulo Athletic Club, São Paulo Schiedsrichter: Santiago Borsani (Argentinien) |

| 26. September 1993 | Chile | 24 : 25 | Paraguay | Prince of Wales Country Club, Santiago de Chile |
| 26. September 1993 |       |         |          | Prince of Wales Country Club, Santiago de Chile |

| 2. Oktober 1993 | Brasilien          | 3 : 114 | Argentinien                                                                                              | São Paulo Athletic Club, São Paulo Schiedsrichter: Manuel Toledo (Chile) |
| 2. Oktober 1993 | Straftritte: Vouga | Bericht | Versuche: Cuesta (2) Jorge (8) Merlo Mesón Paz Pérez Salvat Tolomei Erhöhungen: Criscuolo (2) Mesón (10) | São Paulo Athletic Club, São Paulo Schiedsrichter: Manuel Toledo (Chile) |

| 2. Oktober 1993 | Paraguay       | 3 : 67         | Uruguay | Club Universitario de Asunción, Asunción Schiedsrichter: Don Reordan (USA) |
| 2. Oktober 1993 | Straftritte: 1 | (3:29) Bericht | Versuche: Eirea (2) Nairac Nicola (3) Sciarra (2) Vecino (2) Erhöhungen: Nicola (5) Sciarra (2) Straftritte: Nicola | Club Universitario de Asunción, Asunción Schiedsrichter: Don Reordan (USA) |

| 9. Oktober 1993 | Uruguay                                            | 14 : 6        | Chile                    | Carrasco Polo Club, Montevideo Schiedsrichter: Don Reordan (USA) |
| 9. Oktober 1993 | Versuche: Calandra Straftritte: Nicola Sciarra (2) | (3:3) Bericht | Straftritte: Venegas (2) | Carrasco Polo Club, Montevideo Schiedsrichter: Don Reordan (USA) |

| 10. Oktober 1993 | Paraguay | 49 : 21 | Brasilien | Colegio San José, Asunción |
| 10. Oktober 1993 |          |         |           | Colegio San José, Asunción |

| 11. Oktober 1993 | Argentinien                                                                                              | 70 : 7         | Chile                                 | Estadio GEBA, Buenos Aires Schiedsrichter: Gareth Simmonds (Wales) |
| 11. Oktober 1993 | Versuche: Irazoqui Jorge (4) Merlo Paz Salvat Tolomei (2) Erhöhungen: Arbizu (7) Straftritte: Arbizu (2) | (35:0) Bericht | Versuche: Encinas Erhöhungen: Venegas | Estadio GEBA, Buenos Aires Schiedsrichter: Gareth Simmonds (Wales) |

| 15. Oktober 1993 | Chile | 35 : 26 | Brasilien | Prince of Wales Country Club, Santiago de Chile |
| 15. Oktober 1993 |       |         |           | Prince of Wales Country Club, Santiago de Chile |

| 16. Oktober 1993 | Argentinien                                                                                              | 51 : 3  | Paraguay              | Estadio GEBA, Buenos Aires Schiedsrichter: Gareth Simmonds (Wales) |
| 16. Oktober 1993 | Versuche: Arbizu Camardón Cuesta Marguery Mesón (2) Tolomei (2) Erhöhungen: Mesón (4) Straftritte: Mesón | Bericht | Straftritte: Matiauda | Estadio GEBA, Buenos Aires Schiedsrichter: Gareth Simmonds (Wales) |

| 23. Oktober 1993 | Uruguay                                                      | 10 : 19        | Argentinien                                                  | Estadio Gran Parque Central, Montevideo Schiedsrichter: Pearse Higgins (Kanada) |
| 23. Oktober 1993 | Versuche: Ormaechea Erhöhungen: Sciarra Straftritte: Sciarra | (10:3) Bericht | Versuche: Sporleder Erhöhungen: Mesón Straftritte: Mesón (4) | Estadio Gran Parque Central, Montevideo Schiedsrichter: Pearse Higgins (Kanada) |